# Colleyville (Texas)
Colleyville es una ciudad ubicada en el condado de Tarrant en el estado estadounidense de Texas. En el Censo de 2010 tenía una población de 22.807 habitantes y una densidad poblacional de 667,11 personas por km².

## Geografía
Colleyville se encuentra ubicada en las coordenadas 32°53′30″N 97°8′59″O / 32.89167, -97.14972. Según la Oficina del Censo de los Estados Unidos, Colleyville tiene una superficie total de 34.19 km², de la cual 33.92 km² corresponden a tierra firme y (0.78%) 0.27 km² es agua.

## Demografía
Según el censo de 2010, había 22.807 personas residiendo en Colleyville. La densidad de población era de 667,11 hab./km². De los 22.807 habitantes, Colleyville estaba compuesto por el 88.86% blancos, el 1.97% eran afroamericanos, el 0.46% eran amerindios, el 5.92% eran asiáticos, el 0.01% eran isleños del Pacífico, el 0.84% eran de otras razas y el 1.92% pertenecían a dos o más razas. Del total de la población el 5.12% eran hispanos o latinos de cualquier raza.